# 国際金融局企画課
国際金融局企画課（こくさいきんゆうきょくきかくか）は、大蔵省国際金融局に置かれていた部署である。
国際金融及び外国為替の制度の調査、企画立案、外国為替銀行の監督、外国為替検査などを主に行っていた。

## 沿革
- 1952年8月1日 - 「為替局」を設置。
- 1964年6月18日 - 「為替局」が「国際金融局」となる。
- 1986年6月10日 - 「企画課」を国際銀行業務に集中させるため､「金融業務課」へと改称した[1]。

## 所掌事務
所掌
大蔵省組織令（昭和51年6月25日政令第163号）第48条に所掌事務が規定されていた。
```
（企画課の所掌事務）
第48条 企画課においては、左の事務をつかさどる。
 一 
国際金融
及び
外国為替
に関する制度の調査、企画及び立案をすること（ただし、国際機構課、短期資金課及び投資第二課の所掌に属するものを除く）。
 二 対外取引を行う通貨その他の対外決済条件を定めること。
 三 外国為替業務で
銀行
の営むもの及び
両替
業務を認可し、これらの業務を営む者を監督すること。
 四 
外国為替及び外国貿易管理法
（
昭和24年
法律第228号）に基づく検査を行なうこと。
 五 
金
の輸出入を管理すること。
 六 金の買取り又は売渡しの基本方針に関すること。
 七 
金地金
の政府買入価格の決定に関すること。
 八 貴金属特別会計を管理すること
 九 
貿易
外の外国為替取引及び貿易に関する
大蔵省
の所掌に係る外国為替取引の管理に関する事務で、他の所掌に属さないものを行なうこと。
```